# Softkey

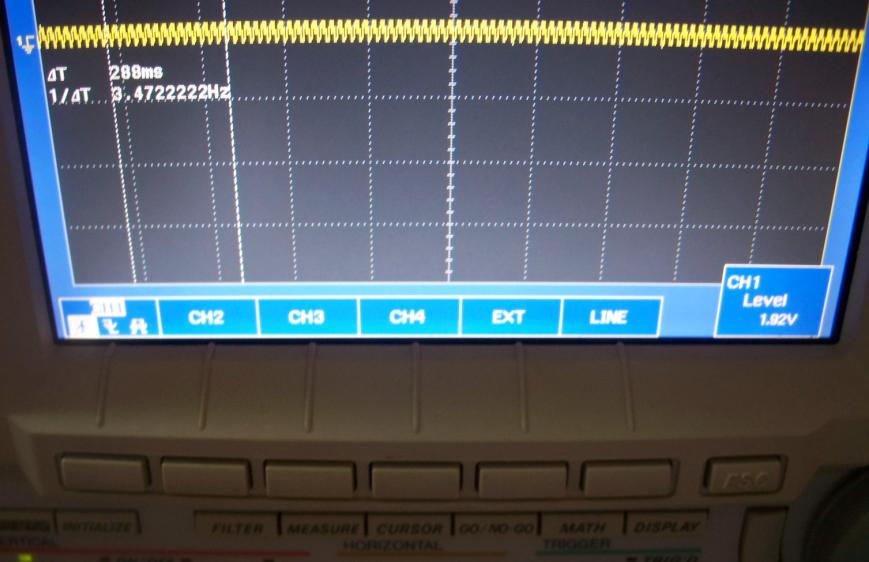
Softkeys zur Triggerquellen-Einstellung eines Oszilloskops

Als Softkey bezeichnet man eine Taste, die abhängig von einer zugehörigen Bildschirmanzeige unterschiedliche Funktionen ausführt. Im Unterschied zum Hardkey ist die Funktion der Taste nicht fest vorgegeben, sondern wird durch Änderung des der Taste zugewiesenen Bildschirmbereiches (meist der Bereich eines Bildschirms direkt neben der Taste oder ihr zugewandt) dynamisch angepasst. Ein Softkey ähnelt so einer Schaltfläche, mit dem Unterschied, dass eine reale Taste außerhalb des Bildschirms verwendet wird. Softkeys erfüllen damit eine ähnliche Funktion wie die Maus beim PC. Sie werden dort verwendet, wo Alternativen wie Maus und Touchscreen aus Platzgründen, wegen einer unsauberen Umgebung oder eines relativ kleinen Bildschirms ungeeignet wären, beispielsweise bei Messgeräten, Industriemaschinen, öffentlichen Geräten oder Mobiltelefonen.
Bei Mobiltelefonen und Schnurlostelefonen befinden sich Softkeys direkt unter dem Bildschirm, bei Geldautomaten meist rechts und links des Bildschirms.